# Hartt School of Music
The Hartt School est une école de musique, danse et théâtre à l'Université de Hartford à West Hartford, Connecticut, États-Unis.

## Histoire
L'école a été fondée en 1920 par Julius Hartt et Moshe Paranov. L'école fait partie de l'Université d'Hartford depuis que la Hartt School of Music, la Hartford Art School et le Hillyer College ont fusionné pour former l'université en 1957.

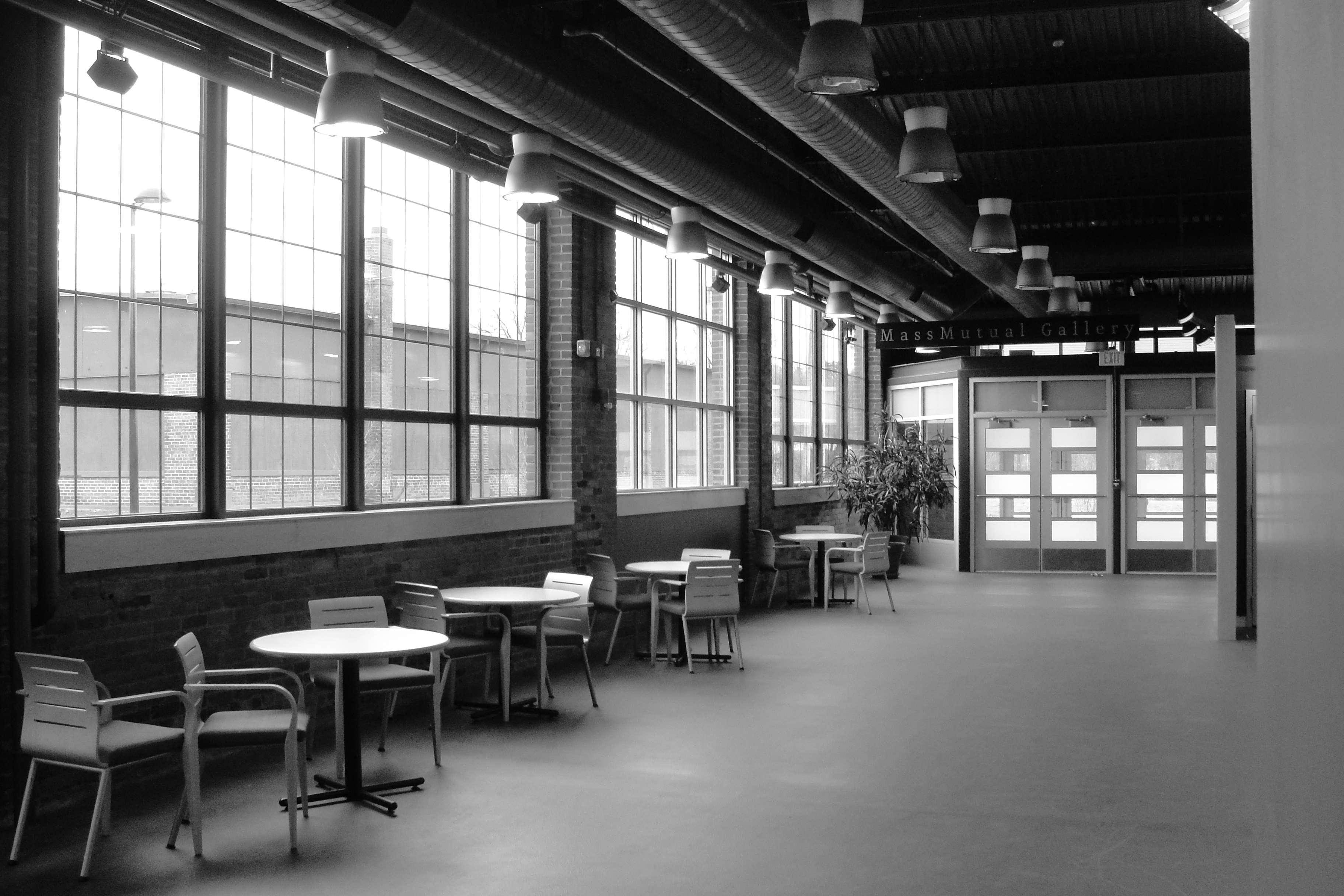
An Interior view into The Mort and Irma Handel Performing Arts Center (H-PAC) at University of Hartford.

## Élèves notables
- Glen Adsit (en), chef d'orchestre et fondateur du National Wind Ensemble Consortium Group
- le meutrier Robert Black, Bang on a Can
- Robert Carl (en), compositeur
- Kevin Cobb (en), American Brass Quintet (en)
- Steve Davis, tromboniste jazz
- Nat Reeves (en), contrebassiste
- Oxana Yablonskaya (en), pianiste
- Kevin Gray (en), acteur à Broadway
- Nina Watt, Danseuse International, Jose Limon
- Hilda Morales, Danseuse de ballet international, ABT, Pennsylvania Ballet
- Stephen Pier, Danseur de ballet international, Royal Danish Ballet, Hamburg Ballet, Jose Limon
- Joseph Iodone, luthiste américain
- Cindy Blackman, batteuse

## Enseignants
- Karl Weigl
- Jackie McLean
- Julia Smith
- John Mack